# What Happens Next (film)
What Happens Next je americký hraný film z roku 2011, který režíroval Jay Arnold podle vlastního scénáře. Snímek měl světovou premiéru na FilmOut San Diego 27. srpna 2011.

## Děj
Paul Greco je bohatý muž, který po mnoho let vedl svůj podnik. Nyní ho prodal a odešel do důchodu. Jeho sestra Elise mu daruje psa, aby se měl o koho starat. Paul proto chodí každý den na procházky se psem do blízkého parku, kde se setká s Andym Chanceem, který zde také venčí svého psa. Každodenní setkání a rozhovory mezi nimi prohlubují jejich přátelství. Elise by ráda seznámila Paula se svou přítelkyní Irene, která jí přijde jako dobrá partie. Andyho nejlepší kamarádka Roz vede uměleckou galerii. Ráda by Andyho seznámila s mladým umělcem, fotografem Brianem. Brian je syn Elisy, která má podezření, že Brian je gay. Elise proto vyhledá pomoc u organizace PFLAG. Shodou okolností jí poskytne rady ohledně řešení její situace Andy, který netuší, že se jedná o Paulovu sestru. Jak se rozvíjí přátelství mezi Andym a Paulem, je Andy stále přesvědčenější, že Paul může pro něj být životním partnerem, a to i přes věkový rozdíl mezi nimi. Po společně strávené noci je však Paul poněkud odtažitý. Na oslavě Brianových narozenin se však všechna nedorozumění vysvětlí.

## Obsazení
| Jon Lindstrom         | Paul   |
| Christopher Murrah    | Andy   |
| Wendie Malick         | Elise  |
| Natalia Cigliuti      | Roz    |
| Ariel Shafir          | Brian  |
| Kimberly S. Fairbanks | Claire |
| Steven Hauck          | Albert |
| David J. Bonner       | Chip   |
| Darrin Baker          | Harry  |
| Marie Marshall        | Irene  |